# هانگرفورد، تگزاس
هانگرفورد (به انگلیسی: Hungerford) یک منطقهٔ مسکونی در ایالات متحده آمریکا است که در شهرستان وارتون، تگزاس واقع شده‌است. هانگرفورد ۴٫۷ کیلومتر مربع مساحت و ۳۴۷ نفر جمعیت دارد و ۳۲ متر بالاتر از سطح دریا واقع شده‌است.